# Der lange Blonde mit den roten Haaren
Der lange Blonde mit den roten Haaren (Originaltitel: La moutarde me monte au nez) ist eine französische Filmkomödie von Claude Zidi aus dem Jahr 1974.

## Handlung
Pierre Durois arbeitet als Mathematiklehrer an einem Mädchengymnasium. Er hat eine Affäre mit der Sportlehrerin Danielle, was er jedoch vor seinem Vater, dem Chirurgen Dr. Hubert Durois, verheimlicht. Hubert ist amtierender Bürgermeister der Stadt; es stehen Neuwahlen bevor, die er mit einem radikalen Weg gegen den Verfall der Sitten für sich zu entscheiden gedenkt. Pierre wird in den Wahlkampf eingespannt und soll wie immer eine Wahlkampfrede für seinen Vater schreiben. Pierres Freund Patrick gibt ihm eine weitere Mappe mit anzüglichen Fotos des Filmstars Jackie Logan und bittet ihn, wieder einmal einen Artikel zu den Fotos für das örtliche Klatschmagazin zu verfassen. Eine dritte Mappe erhält Pierre vom Schulleiter: Mal wieder soll er für ihn Klassenarbeiten korrigieren.
Weil Pierre mal wieder nur Augen für Danielle hat, ist es für die Schülerinnen ein Leichtes, den Inhalt der Mappen auszutauschen. So kommt es, dass Hubert die Mappe mit den Nacktbildern Jackies erhält, während Patrick mit den Arbeiten des Schuldirektors geht. Pierre bemerkt den Fehler. Er kann seinem Vater unerkannt die richtige Mappe zustecken, verpasst jedoch Patrick beim Zeitungsverlag, den niemand anderes als Huberts politischer Herausforderer Albert Renaudin leitet. Pierre fährt zu einem Filmset, wo sich Patrick aufhalten soll. Am Set versucht der gestresste Regisseur gerade, mit Jackie in der Hauptrolle den Western Calamity Jane zu realisieren. Pierre zerstört mit seinem Wagen die Kulisse für eine zentrale Szene. Vor dem wütenden Mob flüchtet sich Pierre in den Wohnwagen Jackies und landet so unerkannt auf ihrem Villenanwesen. Einige tollpatschige Situationen später findet er sich auf einer Lampenschale in Jackies Villa wieder, hat er sich doch vor Jackies Raubkatze in Sicherheit bringen müssen. Er klärt vor der Schauspielerin alle Verwicklungen auf und kann ihr deutlich machen, dass er eigentlich nur ein kleiner Mathelehrer ist. Jackie wäscht ihn und steckt ihn in einen karierten Anzug eines ihrer Leibwächter. Beide trinken viel und so wacht Pierre erst am nächsten Morgen wieder auf.
Beim erneuten Versuch, Patrick seine Mappe mit den Bildern zu geben, trifft Pierre im Verlag auf Albert Renaudin. Er will den Artikel, den er zu Jackies Bildern verfasst hat, nun zurückziehen, wisse er doch, wie Jackie in Wirklichkeit ist. Albert schneidet Pierres Schilderung des Abends bei Jackie mit und veröffentlicht am nächsten Tag einen Artikel, in dem Pierre als Jackies Liebhaber dargestellt wird. Danielle und auch Vater Hubert sind empört. Auch Jackie fühlt sich hintergangen und rächt sich, indem sie Pierre als ihren Verlobten ausgibt. Bevor die Presse Pierre befragen kann, wird der von seinem Vater in die Klinik eingewiesen und vollvergipst. Pierre gelingt die Flucht und er begibt sich zu Jackie, wobei er mit seinem Auto einmal mehr die Dreharbeiten stört. Jackie und er liefern sich eine Schlägerei, merken jedoch schon bald, dass sie doch Interesse aneinander haben. Vor der Presse schlagen sie sich dennoch weiter, um die Schlagzeilen Lügen zu strafen. Einige Zeit später hält Hubert mal wieder eine Rede zur Moral und darüber, wie sein ehrbarer Sohn durch die Klatschpresse verleumdet wurde. Hinter der Bühne wartet Danielle mit ihm. Plötzlich erscheint Jackie, die sich nach dem Ende der Dreharbeiten von Pierre verabschieden will – sie wird aus der Stadt verschwinden. Die Abschiedsküsse werden immer intimer, bis Danielle eifersüchtig auf Jackie losgeht und sich dem Publikum von Huberts Rede schließlich eine Prügelei von Jackie, Danielle und Pierre bietet.

## Produktion
Der lange Blonde mit den roten Haaren wurde unter anderem in Aix-en-Provence gedreht. Die Kostüme schuf Magali Fustier-Dray, die Filmbauten stammen von Michel de Broin.
Der Film lief am 8. Oktober 1974 in den französischen Kinos an und war ab 12. Dezember 1974 auch in den bundesdeutschen Kinos zu sehen. Im Dezember 2009 erschien der Film in Deutschland auf DVD.

## Synchronisation
| Rolle           | Darsteller        | Synchronsprecher        |
| --------------- | ----------------- | ----------------------- |
| Pierre Durois   | Pierre Richard    | Michael Pan             |
| Jackie Logan    | Jane Birkin       | Schaukje Könning        |
| Hubert Durois   | Claude Piéplu     | Rüdiger Evers           |
| Direktor        | Jean Martin       | Eberhard Prüter         |
| Regisseur       | Vittorio Caprioli | Friedrich W. Bauschulte |
| Albert Renaudin | Julien Guiomar    | Helmut Krauss           |

## Kritik
Für den film-dienst war Der lange Blonde mit den roten Haaren eine „auf Pierre Richard zugeschnittene Komödie, die Witz und Einfallsreichtum durch Klamauk ersetzt“. „Wie immer: Trottel Richard stolpert von einem Missgeschick ins nächste“, fasste Cinema zusammen und befand, „der ‚schwarze Schuh‘ stand Richard besser.“